# Horisme punctiscripta
Horisme punctiscripta là một loài bướm đêm trong họ Geometridae.